# Введення Марії у храм (да Конельяно)
«Введення Марії у храм» — картина венеціанського художника епохи Відродження Чіми да Конельяно (1459–1518). Створена близько 1500 року. Зберігається у Галереї старих майстрів, Дрезден (інвен. номер Gal.-Nr. 63).

## Опис
На картині зображена сцена зі Святого Передання — Введення в Храм Пресвятої Діви Марії. Центром композиції є маленька постать Марії. Нагорі її зустрічає первосвященик Захарія. У групі людей біля підніжжя ступенів стоїть старий Йоаким і його дружина Анна, батьки Діви. Чіма да Конельяно відводить першочергове значення не зовнішньої красі зображеного, а змісту сюжету. Він наділяє східці храму символічним значенням.